# Список действительных членов АМН СССР и РАМН
Полный список учёных, являвшихся действительными членами (академиками) Академии медицинских наук СССР и Российской академии медицинских наук. Всего 589 академиков.

## Действительные члены (академики)АМН СССР, утверждённые в 1944 году
1. Абрикосов, Алексей Иванович (1875—1955)
2. Аничков, Николай Николаевич (1885—1964)
3. Бериташвили, Иван Соломонович (1885—1974)
4. Богомолец, Александр Александрович (1881—1946)
5. Бурденко, Николай Нилович (1876—1946)
6. Быков, Константин Михайлович (1886—1959)
7. Виноградов, Владимир Никитич (1882—1964)
8. Воячек, Владимир Игнатьевич (1876—1971)
9. Гиляровский, Василий Алексеевич (1876—1959)
10. Гирголав, Семён Семёнович (1881—1957)
11. Гращенков, Николай Иванович (1901—1965)
12. Громашевский, Лев Васильевич (1887—1980)
13. Гуревич, Михаил Осипович (1878—1953)
14. Давыдовский, Ипполит Васильевич (1887—1968)
15. Джанелидзе, Иустин Ивлианович (1883—1950)
16. Дойников, Борис Семёнович (1879—1948)
17. Заварзин, Алексей Алексеевич (1886—1945)
18. Збарский, Борис Ильич (1885—1954)
19. Зеленин, Владимир Филиппович (1881—1968)
20. Корнев, Пётр Георгиевич (1883—1974)
21. Кротков, Фёдор Григорьевич (1896—1983)
22. Куприянов, Пётр Андреевич (1893—1963)
23. Лепорский, Николай Иванович (1877—1952)
24. Малиновский, Михаил Сергеевич (1880—1976)
25. Маньковский, Борис Никитич (1883—1962)
26. Марзеев, Александр Никитич (1883—1956)
27. Маслов, Михаил Степанович (1885—1961)
28. Мухадзе, Григорий Михайлович (1879—1948)
29. Оганесян, Леон Андреевич (1885—1970)
30. Орбели, Леон Абгарович (1882—1958)
31. Осипов, Виктор Петрович (1871—1947)
32. Павловский, Евгений Никанорович (1884—1965)
33. Палладин, Александр Владимирович (1885—1972)
34. Парин, Василий Васильевич (1903—1971)
35. Парнас, Яков Оскарович (1894—1949)
36. Петров, Николай Николаевич (1876—1964)
37. Подвысоцкая, Ольга Николаевна (1884—1958)
38. Разенков, Иван Петрович (1888—1954)
39. Руфанов, Иван Гурьевич (1884—1964)
40. Савиных, Андрей Григорьевич (1888—1963)
41. Семашко, Николай Александрович (1874—1949)
42. Сепп, Евгений Константинович (1878—1957)
43. Сергиев, Пётр Григорьевич (1893—1973)
44. Скворцов, Владислав Иринархович (1879—1959)
45. Скробанский, Константин Клементьевич (1874—1946)
46. Скрябин, Константин Иванович (1878—1942)
47. Сперанский, Алексей Дмитриевич (1888—1961)
48. Сперанский, Георгий Несторович (1873—1969)
49. Стражеско, Николай Дмитриевич (1876—1952)
50. Страшун, Илья Давыдович (1892—1967)
51. Сысин, Алексей Николаевич (1879—1956)
52. Терновский, Василий Николаевич (1888—1976)
53. Тонков, Владимир Николаевич (1872—1954)
54. Филатов, Владимир Петрович (1875—1956)
55. Цехновицер, Марк Моисеевич (1890—1945)
56. Шевкуненко, Виктор Николаевич (1872—1952)
57. Широкогоров, Иван Иванович (1869—1946)
58. Штерн, Лина Соломоновна (1878—1968)
59. Энгельгардт, Владимир Александрович (1894—1984)
60. Юдин, Сергей Сергеевич (1891—1954)

## Действительные члены (академики)АМН СССР, избранные в 1945—1991 годах
1. Авцын, Александр Павлович (1908—1993)
2. Адо, Андрей Дмитриевич (1909—1997)
3. Адрианов, Олег Сергеевич (1923—1994)
4. Алексанян, Арто Богданович (1892—1971)
5. Анджапаридзе, Отар Георгиевич (1920—1996)
6. Аничков, Сергей Викторович (1892—1981)
7. Анохин, Пётр Кузьмич (1898—1974)
8. Антелава, Николай Варденович (1893—1970)
9. Аринкин, Михаил Иннокентьевич (1876—1948)
10. Аристовский, Вячеслав Михайлович (1882—1950)
11. Арутюнов, Александр Иванович (1904—1975)
12. Архангельский, Борис Александрович (1890—1954)
13. Арчаков, Александр Иванович (род. 1940)
14. Ашмарин, Игорь Петрович (1925—2007)
15. Багдасаров, Андрей Аркадьевич (1897—1961)
16. Бадалян, Левон Оганесович (1929—1994)
17. Бакулев, Александр Николаевич (1890—1967)
18. Баранов, Василий Гаврилович (1900—1968)
19. Бароян, Оганес Вагаршакович (1906—1985)
20. Беклемишев, Владимир Николаевич (1890—1962)
21. Беляков, Виталий Дмитриевич (1921—1996)
22. Берёзов, Темирболат Темболатович (1924—2014)
23. Бехтерева, Наталья Петровна (1924—2008)
24. Билибин, Александр Фёдорович (1897—1986)
25. Бирюков, Дмитрий Андреевич (1904—1969)
26. Бисярина, Валентина Павловна (1912—1997)
27. Блохин, Николай Николаевич (1912—1993)
28. Блохина, Ирина Николаевна (1921—1999)
29. Боголепов, Николай Кириллович (1900—1980)
30. Богуш, Лев Константинович (1905—1994)
31. Бородин, Юрий Иванович (1929—2018)
32. Бочков, Николай Павлович (1931—2011)
33. Брайцев, Василий Романович (1878—1964)
34. Браунштейн, Александр Евсеевич (1902—1986)
35. Бредикис, Юргис Юозович (1929—2021)
36. Булдаков, Лев Александрович (1927—2014)
37. Бунин, Константин Владимирович (1912—1986)
38. Бураковский, Владимир Иванович (1922—1994)
39. Бургасов, Пётр Николаевич (1915—2006)
40. Вагнер, Евгений Антонович (1918—1998)
41. Вальдман, Артур Викторович (1924—1990)
42. Вартанян, Марат Енокович (1932—1993)
43. Василенко, Владимир Харитонович (1897—1987)
44. Васильев, Николай Владимирович (1930—2001)
45. Величковский, Борис Тихонович (1923—2020)
46. Вельтищев, Юрий Евгеньевич (1930—2010)
47. Вершилова, Пелагея Альбертовна (1904—1992)
48. Вершинин, Николай Васильевич (1867—1951)
49. Весёлкин, Пётр Николаевич (1904—1984)
50. Вишневский, Александр Александрович (1906—1975)
51. Вишневский, Александр Васильевич (1874—1948)
52. Владимиров, Георгий Ефимович (1901—1960)
53. Владимиров, Юрий Андреевич (род. 1932)
54. Вовси, Мирон Семёнович (1897—1960)
55. Волков, Мстислав Васильевич (1923—2001)
56. Волкова, Ольга Васильевна (1927—2015)
57. Воробьёв, Анатолий Андреевич (1923—2006)
58. Воробьёв, Андрей Иванович (1928—2020)
59. Вотчал, Борис Евгеньевич (1895—1971)
60. Вотяков, Вениамин Иосифович (1921—2014)
61. Выгодчиков, Григорий Васильевич (1899—1982)
62. Гаврилов, Олег Константинович (1922—2008)
63. Гамалея, Николай Фёдорович (1859—1949)
64. Гаршин, Владимир Георгиевич (1887—1956)
65. Гаузе, Георгий Францевич (1910—1986)
66. Глазунов, Михаил Фёдорович (1896—1967)
67. Глушков, Роберт Георгиевич (1929—2013)
68. Голиков, Алексей Петрович (1921—2017)
69. Голиков, Сергей Николаевич (1919—1997)
70. Гольдберг, Евгений Данилович (1933—2008)
71. Гончарук, Евгений Игнатьевич (1930—2004)
72. Горев, Николай Николаевич (1900—1992)
73. Горизонтов, Пётр Дмитриевич (1902—1987)
74. Гринштейн, Александр Михайлович (1881—1959)
75. Гусев, Евгений Иванович (род. 1939)
76. Давиденков, Сергей Николаевич (1880—1961)
77. Дебов, Сергей Сергеевич (1919—1995)
78. Домарадский, Игорь Валерианович (1925—2009)
79. Домбровская, Юлия Фоминична (1891—1976)
80. Дроздов, Сергей Григорьевич (1929—2016)
81. Егоров, Борис Григорьевич (1892—1972)
82. Ермольева, Зинаида Виссарионовна (1898—1974)
83. Ефимов, Андрей Семёнович (1928—2017)
84. Жданов, Виктор Михайлович (1914—1987)
85. Жданов, Дмитрий Аркадьевич (1908—1971)
86. Жуков-Вережников, Николай Николаевич (1908—1981)
87. Закусов, Василий Васильевич (1903—1986)
88. Збарский, Илья Борисович (1913—2007)
89. Здродовский, Павел Феликсович (1890—1976)
90. Зедгенидзе, Георгий Артемьевич (1902—1994)
91. Зильбер, Лев Александрович (1894—1966)
92. Зотиков, Евгений Алексеевич (1928—2008)
93. Зурабашвили, Авлипий Давидович (1902—1994)
94. Иванов, Вадим Николаевич (1892—1962)
95. Иванов, Илья Ильич (1904—1977)
96. Иванов, Николай Геннадиевич (1918—1994)
97. Иванов-Смоленский, Анатолий Георгиевич (1895—1982)
98. Игнатов, Николай Константинович (1870—1951)
99. Измеров, Николай Федотович (1927—2016)
100. Ильин, Виталий Сергеевич (1904—1976)
101. Ильин, Леонид Андреевич (1928—2023)
102. Иоффе, Владимир Ильич (1898—1979)
103. Исаева, Людмила Александровна (1925—1991)
104. Исаков, Юрий Фёдорович (1923—2016)
105. Казначеев, Влаиль Петрович (1924—2014)
106. Калнберз, Виктор (1928—2021)
107. Канеп, Вильгельм Вильгельмович (1923—1993)
108. Карасик, Владимир Моисеевич (1894—1964)
109. Карпов, Ростислав Сергеевич (род. 1937)
110. Карпов, Сергей Петрович (1903—1976)
111. Кассирский, Иосиф Абрамович (1898—1971)
112. Кашкин, Кирилл  Павлович (1934—2025)
113. Кербиков, Олег Васильевич (1907—1965)
114. Кипшидзе, Нодар Николаевич (1923—2016)
115. Климов, Анатолий Николаевич (1920—2011)
116. Клосовский, Борис Никодимович (1898—1976)
117. Кованов, Владимир Васильевич (1909—1994)
118. Колесников, Иван Степанович (1901—1985)
119. Колесов, Анатолий Пантелеймонович (1924—1987)
120. Комаров, Фёдор Иванович (1920—2020)
121. Комахидзе, Мамия Эседович (1906—1980)
122. Коновалов, Александр Николаевич (род. 1933)
123. Коновалов, Николай Васильевич (1900—1966)
124. Корж, Алексей Александрович (1924—2010)
125. Королёв, Борис Алексеевич (1909—2010)
126. Косяков, Павел Николаевич (1905—1993)
127. Краевский, Николай Александрович (1905—1985)
128. Краснобаев, Тимофей Петрович (1865—1952)
129. Краснов, Михаил Михайлович (1929—2006)
130. Красногорский, Николай Иванович (1882—1961)
131. Крыжановский, Георгий Николаевич (1922—2013)
132. Крымов, Алексей Петрович (1872—1954)
133. Крюков, Александр Николаевич (1878—1952)
134. Кувшинников, Пётр Афанасьевич (1889—1954)
135. Кузин, Михаил Ильич (1916—2009)
136. Кулагин, Виктор Константинович (1923—1982)
137. Купалов, Пётр Степанович (1888—1964)
138. Куприянов, Василий Васильевич (1912—2006)
139. Лавров, Борис Александрович (1884—1975)
140. Ланг, Георгий Фёдорович (1875—1948)
141. Лапин, Борис Аркадьевич (1921—2020)
142. Ларионов, Леонид Фёдорович (1902—1973)
143. Лебединский, Андрей Владимирович (1902—1965)
144. Лебединский, Владимир Андреевич (1926—1991)
145. Лепешинская, Ольга Борисовна (1871—1963)
146. Летавет, Август Андреевич (1893—1984)
147. Лисицын, Юрий Павлович (1928—2013)
148. Логинов, Анатолий Сергеевич (1924—2000)
149. Лозовой, Вадим Петрович (1928—1993)
150. Лопаткин, Николай Алексеевич (1924—2013)
151. Лопухин, Юрий Михайлович (1924—2016)
152. Лукомский, Павел Евгеньевич (1899—1974)
153. Лукьянова, Елена Михайловна (1922—2014)
154. Луценко, Михаил Тимофеевич (1930—2017)
155. Львов, Дмитрий Константинович (род. 1931)
156. Магницкий, Андрей Николаевич (1891—1951)
157. Малая, Любовь Трофимовна (1919—2003)
158. Малиновский, Николай Никодимович (1921—2018)
159. Мардашёв, Сергей Руфович (1906—1974)
160. Матюхин, Владимир Александрович (1931—2020)
161. Машковский, Михаил Давыдович (1908—2002)
162. Медведь, Лев Иванович (1905—1982)
163. Мельников, Александр Васильевич (1889—1958)
164. Мешалкин, Евгений Николаевич (1916—1997)
165. Минх, Алексей Алексеевич (1904—1984)
166. Миротворцев, Сергей Романович (1878—1949)
167. Миррахимов, Мирсаид Мирхамидович (1927—2008)
168. Молчанов, Василий Иванович (1868—1959)
169. Молчанов, Николай Семёнович (1899—1972)
170. Мороз, Борис Борисович (1928—2021)
171. Морозов, Георгий Васильевич (1920—2012)
172. Морозов, Михаил Акимович (1879—1964)
173. Мыш, Владимир Михайлович (1873—1947)
174. Мясников, Александр Леонидович (1899—1965)
175. Навашин, Сергей Михайлович (1924—1998)
176. Навроцкий, Василий Корнеевич (1897—1975)
177. Напалков, Николай Павлович (1932—2008)
178. Насонов, Дмитрий Николаевич (1895—1957)
179. Насонова, Валентина Александровна (1923—2011)
180. Неговский, Владимир Александрович (1909—2003)
181. Нестеров, Анатолий Иннокентьевич (1895—1979)
182. Никитин, Юрий Петрович (1928—2021)
183. Николаев, Анатолий Петрович (1896—1972)
184. Нисевич, Нина Ивановна (1911—2008)
185. Новосельский, Сергей Александрович (1872—1953)
186. Озерецкий, Николай Иванович (1893—1955)
187. Орехович, Василий Николаевич (1905—1997)
188. Павлов, Александр Сергеевич (1920—2018)
189. Палеев, Николай Романович (1929—2025)
190. Панков, Юрий Александрович (1930—2016)
191. Перельман, Михаил Израилевич (1924—2013)
192. Пермяков, Николай Константинович (1925—1999)
193. Персианинов, Леонид Семёнович (1908—1978)
194. Петров, Борис Александрович (1898—1973)
195. Петров, Иоаким Романович (1893—1970)
196. Петров, Рэм Викторович (род. 1930)
197. Петров-Маслаков, Михаил Андреевич (1896—1976)
198. Петровский, Борис Васильевич (1908—2004)
199. Планельес, Хуан Хуанович (1900—1972)
200. Покровский, Алексей Алексеевич (1916—1976)
201. Покровский, Валентин Иванович (1929—2020)
202. Поленов, Андрей Львович (1871—1947)
203. Полуэктов, Леонид Васильевич (1927—2004)
204. Попов, Евгений Алексеевич (1899—1961)
205. Преображенский, Борис Сергеевич (1892—1970)
206. Преображенский, Николай Александрович (1918—1991)
207. Приоров, Николай Николаевич (1885—1961)
208. Прозоровский, Сергей Викторович (1931—1997)
209. Пучковская, Надежда Александровна (1918—2001)
210. Рожанский, Николай Аполлинариевич (1884—1957)
211. Романов, Юрий Александрович (1934—2005)[1]
212. Ромоданов, Андрей Петрович (1920—1993)
213. Руднев, Георгий Павлович (1899—1970)
214. Румянцев, Геннадий Иванович (1928—2013)
215. Русинов, Владимир Сергеевич (1903—1995)
216. Рыбаков, Анатолий Иванович (1917—1993)
217. Рябов, Геннадий Алексеевич (1929—2022)
218. Рязанов, Владимир Александрович (1902—1968)
219. Савельев, Виктор Сергеевич (1928—2013)
220. Савельева, Галина Михайловна (1928—2022)
221. Савицкий, Александр Иванович (1887—1973)
222. Савицкий, Николай Николаевич (1892—1984)
223. Саноцкий, Владимир Антонович (1890—1965)
224. Сапин, Михаил Романович (1925—2015)
225. Сараджишвили, Пётр Михайлович (1894—1984)
226. Саркисов, Донат Семёнович (1924—2000)
227. Саркисов, Семён Александрович (1895—1971)
228. Северин, Сергей Евгеньевич (1901—1993)
229. Седов, Константин Рафаилович (1918—1999)
230. Семёнов, Борис Фёдорович (1929—2010)
231. Сергеев, Павел Васильевич (1931—2007)
232. Сердюковская, Галина Николаевна (1921—2004)
233. Серебров, Александр Иванович (1895—1980)
234. Серов, Виктор Викторович (1924—2007)
235. Сидоренко, Геннадий Иванович (1926—1999)
236. Сиротинин, Николай Николаевич (1896—1977)
237. Скавронская, Аделина-Виктория Генриховна (1922—2000)
238. Скворцов, Михаил Александрович (1876—1963)
239. Скрипкин, Юрий Константинович (1929—2016)
240. Смирнов, Владимир Николаевич (1937—2021)
241. Смирнов, Ефим Иванович (1904—1989)
242. Смольянников, Анатолий Владимирович (1914—2000)
243. Смородинцев, Анатолий Александрович (1901—1986)
244. Снежневский, Андрей Владимирович (1904—1987)
245. Соколова-Пономарёва, Ольга Дмитриевна (1888—1966)
246. Солдатов, Игорь Борисович (1923—1998)
247. Соловьёв, Валентин Дмитриевич (1907—1986)
248. Соловьёв, Михаил Николаевич (1886—1980)
249. Соловьёв, Юрий Николаевич (род. 1928)
250. Сомов, Георгий Павлович (1917—2009)
251. Сопрунов, Фёдор Фёдорович (1917—1987)
252. Струков, Анатолий Иванович (1901—1988)
253. Стручков, Виктор Иванович (1907—1988)
254. Студеникин, Митрофан Яковлевич (1923—2013)
255. Судаков, Константин Викторович (1932—2013)
256. Таболин, Вячеслав Александрович (1926—2007)
257. Тареев, Евгений Михайлович (1895—1986)
258. Тимаков, Владимир Дмитриевич (1905—1977)
259. Тимофеевский, Александр Дмитриевич (1887—1985)
260. Тиунов, Леонид Андреевич (1924—1995)[2]
261. Ткаченко, Борис Иванович (1931—2009)
262. Топчибашев, Мустафа Агабек оглы (1895—1981)
263. Торопцев, Иннокентий Васильевич (1907—1985)
264. Трапезников, Николай Николаевич (1928—2001)
265. Троицкий, Виктор Леонтьевич (1897—1962)
266. Труфакин, Валерий Алексеевич (1939—2022)
267. Тур, Александр Фёдорович (1894—1974)
268. Тушинский, Михаил Дмитриевич (1882—1962)
269. Углов, Фёдор Григорьевич (1904—2008)
270. Фёдоров, Владимир Дмитриевич (1933—2010)
271. Фёдоров, Лев Николаевич (1891—1952)
272. Фёдоров, Николай Александрович (1904—1983)
273. Филатов, Антонин Николаевич (1902—1974)
274. Филимонов, Иван Николаевич (1890—1966)
275. Френкель, Захарий Григорьевич (1869—1970)
276. Фронштейн, Рихард Михайлович (1882—1949)
277. Хананашвили, Михаил Михайлович (1928—2018)
278. Харкевич, Дмитрий Александрович (1927—2024)
279. Хечинашвили, Симон Николаевич (1919—2010)
280. Хлопин, Николай Григорьевич (1897—1961)
281. Хоменко, Александр Григорьевич (1926—1999)
282. Хорошко, Василий Константинович (1881—1949)
283. Хоцянов, Лев Киприянович (1889—1978)
284. Цыб, Анатолий Фёдорович (1934—2013)
285. Чазов, Евгений Иванович (1929—2021)
286. Чачава, Константин Владимирович (1919—1979)
287. Чеботарёв, Дмитрий Фёдорович (1908—2005)
288. Черкес, Александр Ильич (1894—1974)
289. Черниговский, Владимир Николаевич (1907—1981)
290. Черноруцкий, Михаил Васильевич (1884—1957)
291. Чернух, Алексей Михайлович (1916—1982)
292. Чирковский, Василий Васильевич (1875—1956)
293. Чумаков, Михаил Петрович (1909—1993)
294. Чучалин, Александр Григорьевич (род. 1940)
295. Шабад, Леон Манусович (1902—1982)
296. Шамов, Владимир Николаевич (1882—1962)
297. Шандала, Михаил Георгиевич (1928—2019)
298. Шапошников, Олег Константинович (1920—1990)
299. Шарманов, Турегельды Шарманович (1930—2024)
300. Шицкова, Анастасия Павловна (1919—2015)
301. Шмелёв, Николай Андреевич (1899—1976)
302. Шмидт, Евгений Владимирович (1905—1985)
303. Шувалова, Евгения Петровна (1918—2003)
304. Шумаков, Валерий Иванович (1931—2008)
305. Шхвацабая, Игорь Константинович (1928—1988)
306. Юдаев, Николай Алексеевич (1913—1983)
307. Юренев, Павел Николаевич (1908—1974)
308. Яблоков, Дмитрий Дмитриевич (1896—1993)
309. Янушкевичус, Зигмас Ипполитович (1911—1984)
310. Ясиновский, Михаил Александрович (1899—1972)

## Действительные члены (академики)РАМН, избранные в 1993—2011 годах
1. Аветисов, Сергей Эдуардович (род. 1950)
2. Агаджанян, Николай Александрович (1928—2014)
3. Адамян, Арнольд Арамович (1935—2012)
4. Адамян, Лейла Вагоевна (род. 1949)
5. Айламазян, Эдуард Карпович (род. 1940)
6. Акмаев, Ильдар Ганиевич (1930—2018)
7. Акчурин, Ренат Сулейманович (1946—2024)
8. Алекян, Баграт Гегамович (род. 1951)
9. Алиев, Мамед Багир Джавад оглы (род. 1955)
10. Алмазов, Владимир Андреевич (1931—2001)
11. Амиров, Наиль Хабибуллович (род. 1939)
12. Анохина, Ирина Петровна (род. 1932)
13. Арзамасцев, Александр Павлович (1933—2008)
14. Артамонова, Воля Георгиевна (1928—2015)
15. Афтанас, Любомир Иванович (род. 1956)
16. Багненко, Сергей Фёдорович (род. 1957)
17. Бажанов, Николай Николаевич (1923—2010)
18. Балаян, Михаил Суренович (1933—2000)
19. Баранов, Александр Александрович (род. 1941)
20. Баранов, Виктор Михайлович (род. 1946)
21. Барбараш, Леонид Семёнович (1941—2023)
22. Беленков, Юрий Никитич (род. 1948)
23. Белов, Юрий Владимирович (род. 1954)
24. Беляков, Николай Алексеевич (род. 1949)
25. Беседнова, Наталия Николаевна (1935—2023)
26. Боголепов, Николай Николаевич (род. 1933)
27. Боголюбов, Василий Михайлович (1933—2013)
28. Бокерия, Лео Антонович (род. 1939)
29. Брико, Николай Иванович (род. 1953)
30. Бровкина, Алевтина Фёдоровна (род. 1930)
31. Бузиашвили, Юрий Иосифович (род. 1954)
32. Бунятян, Армен Артаваздович (1930—2020)
33. Бухарин, Виталий Алексеевич (1930—2004)
34. Бухарин, Олег Валерьевич (род. 1937)
35. Быков, Валерий Алексеевич (род. 1938)
36. Вейн, Александр Моисеевич (1928—2003)
37. Верещагин, Николай Викторович (1922—2004)
38. Викторов, Владимир Андреевич (1933—2018)
39. Волгарёв, Михаил Николаевич (1925—2002)
40. Володин, Николай Николаевич (род. 1947)
41. Воробьёв, Геннадий Иванович (1938—2010)
42. Вялков, Анатолий Иванович (1948—2018)
43. Гайдар, Борис Всеволодович (1946—2021)
44. Ганнушкина, Ирина Викторовна (1929—2007)
45. Гасилин, Владимир Сергеевич (1929—2008)
46. Гельфанд, Борис Рувимович (1942—2017)
47. Герасименко, Николай Фёдорович (род. 1950)
48. Гинтер, Евгений Константинович (род. 1940)
49. Гинцбург, Александр Леонидович (род. 1951)
50. Гончаров, Сергей Фёдорович (род. 1949)
51. Гостищев, Виктор Кузьмич (1937—2025)
52. Готье, Сергей Владимирович (род. 1947)
53. Гранов, Анатолий Михайлович (1932—2017)
54. Грачёв, Сергей Витальевич (род. 1948)
55. Григорьев, Анатолий Иванович (1943—2023)
56. Гриненко, Александр Яковлевич (1944—2019)
57. Давыдов, Михаил Иванович (1947—2025)
58. Дедов, Иван Иванович (род. 1941)
59. Денисов, Игорь Николаевич (1941—2021)
60. Денисов-Никольский, Юрий Иванович (1932—2018)
61. Дмитриева, Татьяна Борисовна (1951—2010)
62. Долецкий, Станислав Яковлевич (1919—1994)
63. Дурнов, Лев Абрамович (1931—2005)
64. Дыгай, Александр Михайлович (род. 1952)
65. Егоров, Алексей Михайлович (род. 1943)
66. Ершов, Феликс Иванович (род. 1931)
67. Зайцева, Нина Владимировна (род. 1946)
68. Затевахин, Игорь Иванович (род. 1936)
69. Захаров, Юрий Михайлович (1940—2016)
70. Зборовский, Александр Борисович (1929—2016)
71. Зверев, Виталий Васильевич (род. 1952)
72. Зилов, Вадим Георгиевич (род. 1940)
73. Злобин, Владимир Игоревич (род. 1943)
74. Зырянов, Борис Николаевич (1940—2002)[3]
75. Иванов, Владимир Ильич (1932—2010)
76. Иванов, Владимир Николаевич (1938—1999)[4]
77. Ивашкин, Владимир Трофимович (род. 1939)
78. Игнатов, Юрий Дмитриевич (1940—2013)
79. Каверин, Николай Вениаминович (1933—2014)
80. Караськов, Александр Михайлович (род. 1958)
81. Кириенко, Александр Иванович (1947—2023)
82. Киселёв, Олег Иванович (1945—2015)
83. Клименко, Сергей Минович (1929—2016)
84. Княжев, Владимир Александрович (1941—2003)[5]
85. Козлов, Владимир Александрович (род. 1940)
86. Колесников, Лев Львович (1940—2018)
87. Колесников, Сергей Иванович (род. 1950)
88. Коненков, Владимир Иосифович (род. 1947)
89. Константинов, Борис Алексеевич (1934—2012)
90. Корнева, Елена Андреевна (род. 1929)
91. Корниенко, Валерий Николаевич (род. 1936)
92. Котельников, Геннадий Петрович (род. 1949)
93. Краснов, Александр Фёдорович (1929—2015)
94. Краснопольский, Владислав Иванович (1938—2022)
95. Крылов, Владимир Викторович (род. 1957)
96. Кубанова, Анна Алексеевна (1948—2019)
97. Кубатиев, Аслан Амирханович (род. 1941)
98. Кубышкин, Валерий Алексеевич (род. 1944)
99. Кукес, Владимир Григорьевич (1934—2024)
100. Кулаков, Владимир Иванович (1937—2007)
101. Кутырев, Владимир Викторович (род. 1952)
102. Куценко, Геннадий Иванович (1945—2022)
103. Лашкевич, Василий Андреевич (1927—2018)
104. Лебедева, Рената Николаевна (1928—1999)
105. Леонтьев, Валерий Константинович (род. 1939)
106. Литвинов, Виталий Ильич (род. 1941)
107. Лобзин, Юрий Владимирович (род. 1950)
108. Лужников, Евгений Алексеевич (1934—2018)
109. Ляхович, Вячеслав Валентинович (1939—2023)
110. Мазуров, Вадим Иванович (род. 1945)
111. Майстренко, Николай Анатольевич (род. 1947)
112. Малеев, Виктор Васильевич (род. 1940)
113. Мартынов, Анатолий Иванович (1937—2024)
114. Медведев, Михаил Андреевич (1935—2025)
115. Медуницын, Николай Васильевич (род. 1931)
116. Мельниченко, Галина Афанасьевна (род. 1946)
117. Миланов, Николай Олегович (1950—2014)
118. Миронов, Сергей Павлович (1948—2023)
119. Михельсон, Виктор Аркадьевич (1930—2009)
120. Моисеев, Валентин Сергеевич (1937—2017)
121. Мошетова, Лариса Константиновна (род. 1938)
122. Мухин, Николай Алексеевич (1936—2018)
123. Нагорнев, Владимир Анатольевич (1937—2009)
124. Насонов, Евгений Львович (род. 1948)
125. Нестеров, Аркадий Павлович (1923—2009)
126. Новиков, Юрий Васильевич (1937—2024)
127. Новицкий, Вячеслав Викторович (1946—2021)
128. Овчинников, Юрий Михайлович (1930—2013)
129. Оганесян, Оганес Варданович (1933—2010)
130. Оганов, Рафаэль Гегамович (1937—2020)
131. Ольбинская, Любовь Ильинична (1931—2007)
132. Онищенко, Геннадий Григорьевич (род. 1950)
133. Пальцев, Михаил Александрович (1949—2025)
134. Панин, Лев Евгеньевич (1935—2013)
135. Панченко, Леонид Фёдорович (1929—2021)
136. Пекарский, Викентий Викентьевич (1937—1994)
137. Петров, Владимир Иванович (род. 1951)
138. Пивоваров, Юрий Петрович (род. 1936)
139. Подзолков, Владимир Петрович (род. 1938)
140. Покровский, Анатолий Владимирович (1930—2022)
141. Покровский, Вадим Валентинович (род. 1955)
142. Поляков, Владимир Георгиевич (род. 1949)
143. Потапов, Александр Александрович (1948—2021)
144. Потапов, Анатолий Иванович (1935—2013)
145. Пузин, Сергей Никифорович (род. 1953)
146. Пузырёв, Валерий Павлович (род. 1947)
147. Разумов, Александр Николаевич (род. 1944)
148. Ракитский, Валерий Николаевич (род. 1950)
149. Рахманин, Юрий Анатольевич (род. 1937)
150. Ревишвили, Амиран Шотаевич (род. 1956)
151. Решетников, Андрей Вениаминович (род. 1960)
152. Ройтберг, Григорий Ефимович (род. 1951)
153. Румянцев, Александр Григорьевич (род. 1947)
154. Русаков, Николай Васильевич (род. 1939)
155. Савченко, Валерий Григорьевич (1952—2021)
156. Савченков, Михаил Федосович (род. 1936)
157. Сандриков, Валерий Александрович (род. 1941)
158. Семке, Валентин Яковлевич (1936—2013)
159. Сербиненко, Фёдор Андреевич (1928—2002)
160. Сергиев, Владимир Петрович (род. 1943)
161. Сергиенко, Валерий Иванович (1949—2024)
162. Середенин, Сергей Борисович (род. 1946)
163. Серов, Владимир Николаевич (род. 1931)
164. Сидоренко, Юрий Сергеевич (род. 1939)
165. Сидоров, Павел Иванович (род. 1953)
166. Сидорова, Лидия Дмитриевна (1926—2018)
167. Скоромец, Александр Анисимович (род. 1947)
168. Смулевич, Анатолий Болеславович (1931—2025)
169. Соколов, Евгений Иванович (род. 1929)
170. Соловьёв, Глеб Михайлович (1928—2004)
171. Софронов, Генрих Александрович (род. 1936)
172. Спасов, Александр Алексеевич (род. 1945)
173. Стародубов, Владимир Иванович (род. 1950)
174. Степанов, Эдуард Александрович (1929—2007)
175. Сторожаков, Геннадий Иванович (1939—2016)
176. Сточик, Андрей Михайлович (1939—2015)
177. Стрижаков, Александр Николаевич (род. 1937)
178. Ступаков, Гурий Петрович (1943—2022)
179. Суслина, Зинаида Александровна (1949—2014)
180. Сухарев, Александр Григорьевич (1932—2019)
181. Сухих, Геннадий Тихонович (род. 1947)
182. Тарасевич, Ирина Владимировна (1928—2017)
183. Терновой, Сергей Константинович (род. 1948)
184. Тиганов, Александр Сергеевич (1931—2019)
185. Ткачук, Всеволод Арсеньевич (род. 1946)
186. Тотолян, Артём Акопович (1929—2023)
187. Трапезникова, Маргарита Фёдоровна (1929—2013)
188. Тутельян, Виктор Александрович (род. 1942)
189. Учайкин, Василий Фёдорович (род. 1938)
190. Ушаков, Игорь Борисович (род. 1954)
191. Фёдоров, Святослав Николаевич (1927—2000)
192. Фисенко, Владимир Петрович (род. 1946)
193. Франк, Георгий Авраамович (род. 1936)
194. Хабриев, Рамил Усманович (род. 1953)
195. Хаитов, Рахим Мусаевич (1944—2022)
196. Хансон, Кайдо Паулович (1936—2005)[6]
197. Харченко, Владимир Петрович (1934—2020)
198. Хилько, Виталий Александрович (род. 1930)
199. Черешнев, Валерий Александрович (род. 1944)
200. Черкасский, Бениямин Лазаревич (1934—2007)
201. Черноусов, Александр Фёдорович (род. 1938)
202. Чехонин, Владимир Павлович (род. 1959)
203. Чиссов, Валерий Иванович (род. 1939)
204. Чойнзонов, Евгений Лхамацыренович (род. 1952)
205. Шабалин, Владимир Николаевич (род. 1939)
206. Шабров, Александр Владимирович (род. 1943)
207. Шашков, Виктор Степанович (1929—2007)[7]
208. Швец, Виталий Иванович (1936—2019)
209. Шевченко, Юрий Леонидович (род. 1947)
210. Шкурупий, Вячеслав Алексеевич (род. 1941)
211. Шляхто, Евгений Владимирович (род. 1954)
212. Штарк, Маркс Борисович (род. 1930)
213. Щепин, Олег Прокопьевич (1932—2019)
214. Юркив, Василий Андреевич (1940—2019)
215. Ющук, Николай Дмитриевич (1940—2023)
216. Яицкий, Николай Антонович (1938—2025)
217. Якобсон, Григорий Семёнович (1930—2014)
218. Ярыгин, Владимир Никитич (1942—2013)
219. Яхно, Николай Николаевич (род. 1944)